# دين جونسون (بائع هوى)
دين جونسون (بالإنجليزية: Dean Johnson)‏ هو بائع هوى ‏ أمريكي، ولد في 1961، وتوفي في 2007.